# J. C. P. Williams
Pour les articles homonymes, voir Williams et John Williams.
John Cyprian Phipps Williams, né le 16 novembre 1922 à Wellington et porté disparu en 1988, est un cardiologue néo-zélandais éponyme du syndrome de Williams qu'il a découvert en 1961.

## Sa carrière médicale
Il obtient un baccalauréat universitaire en sciences de l'université Victoria de Wellington en Nouvelle-Zélande en 1945, et un baccalauréat universitaire ès lettres du même établissement en 1947,. Il étudie la médecine à la faculté de médecine Otago de Dunedin et obtient son diplôme en 1953.
il est d'abord interne en chirurgie à Auckland en 1954-1955, puis après une rotation passée à l'hôpital Thames, il exerce 6 ans, de 1956 à 1962 à l'hôpital d'Auckland et au Greenlane Hospital. C'est au cours de cette période, alors qu'il est assistant registraire en 1961, qu'il publie son article sur le syndrome qui portera son nom. Il constate qu'un groupe de jeunes patients de petite taille, présentant des caractéristiques faciales « elfiques », ont des problèmes cardiaques, sont très amicaux etont des déficits cognitifs. En 1963, il est nommé consultant en cardiologie à l'hôpital Greenlane .
Williams avait la réputation d'être imprévisible et excentrique et sa vie a été sujette à diverses suppositions et théories du complot,. Certains ont prétendu qu'il avait disparu alors qu'il était sur la route de la Mayo Clinic à Rochester (Minnesota) où il venait d'être engagé. Cependant, on sait qu'il y a effectivement occupé d'octobre 1962 à septembre 1965, un poste de stagiaire postdoctorant dans le laboratoire de physiologie cardiovasculaire du physiologiste Earl Wood. Ses collègues de la Mayo Clinic l'ont décrit plus tard comme une personne secrète ayant d'étranges comportements et aucun ne se rappelle l'avoir jamais entendu mentionner « son » syndrome de Williams, sur lequel il n'a pas non plus poursuivi ses recherches. Après la fin de sa bourse, Williams continue à travailler comme consultant de Wood jusqu'en septembre 1966. Il déménage ensuite au Royaume-Uni où il travaille avec le physiologiste Andrew Huxley à l'University College de Londres d'octobre 1966 à octobre 1968, tout en conservant des liens avec la Mayo Clinic.

## Dernières années de vie publique et disparition
Williams était un homme aux intérêts multiples, parmi lesquels la musique et la littérature. En 1967, alors qu'il vit à Londres, il rencontre la poétesse néo-zélandaise Janet Frame, qui se trouve être l'amie d'un de ses amis. Peu de temps après, celle-ci tombe malade, victime d'une méningite virale, et après son hospitalisation, elle accepte la proposition que lui fait Williams de loger chez lui pendant sa convalescence. Une certaine intimité s'installe alors entre eux et elle a écrira plus tard qu'elle « apprécie immensément sa compagnie et l'admire énormément ... je lui donne  les meilleures notes pour ce qui est de la capacité à cohabiter » (« she enjoyed his company immensely, and admired him greatly...[He] gets top marks from me for "livability-with" »). Lors d'une visite ultérieure au Royaume-Uni en 1969, Janet Frame vient habiter à nouveau chez Williams, utilisant son appartement comme pied-à-terre londonien. C'est à cette occasion que Williams lui propose d'officialiser leur couple, en ces termes : « Pourquoi ne formalisons-nous pas notre relation ? » (« Why don't we formalize our relationship? ») sur quoi Janet Frame prend la fuite, ne s'attendant pas à une telle demande ou ne voulant pas entendre parler de mariage. Lorsqu'elle revient à Londres environ une semaine plus tard, Williams a disparu et l'on ignore à peu près tout de ses déplacements ultérieurs.
Des amis et des collègues ont rencontré Williams en Europe, les dernières réunions ayant eu lieu au milieu des années 1970 à Salzbourg, en Autriche. En 1972, il accepte, puis décline un poste au Latter Day Saints Hospital de Salt Lake City dans l'Utah, États-Unis. Il renouvelle son passeport à Genève en septembre 1979. À la demande de sa sœur, Interpol essaie de le retrouver, mais sans succès et en 1988 Williams est déclaré « une personne disparue et présumée morte en 1978 » par la Haute Cour de Nouvelle-Zélande . Cependant, l'écrivain Michael King raconte que Williams l'aurait contacté indirectement en janvier 2000, pour lui demander de ne pas le mentionner dans sa biographie en cours de rédaction de Janet Frame,.

## Sources
- (en) Cet article est partiellement ou en totalité issu de l’article de Wikipédia en anglais intitulé « J. C. P. Williams » (voir la liste des auteurs).
- (en) Lenhoff, Teele, Clarkson et Berdon, « John C. P. Williams of Williams-Beuren syndrome », Pediatric Radiology, vol. 41, no 2,‎ 2010, p. 267–269 (ISSN 0301-0449, PMID 21107555, DOI 10.1007/s00247-010-1909-y)
- (en) Michael King, Wrestling With the Angel : A Life of Janet Frame, Penguin Random House New Zealand Limited, 2001, 584 p. (ISBN 1-74228-827-8 et 9781742288277, lire en ligne)